# 矢谷墳丘墓
矢谷墳丘墓（やだにふんきゅうぼ）は、広島県三次市東酒屋町にある弥生墳丘墓。形状は四隅突出型墳丘墓。国の史跡に指定され（指定名称は「矢谷古墳」）、出土品は国の重要文化財に指定されている。
「矢谷古墳（やだにこふん）」とも称されるが、現在の考古学的には古墳ではなく弥生墳丘墓にあたるため、本項では「矢谷墳丘墓」の名称で解説する。

## 概要

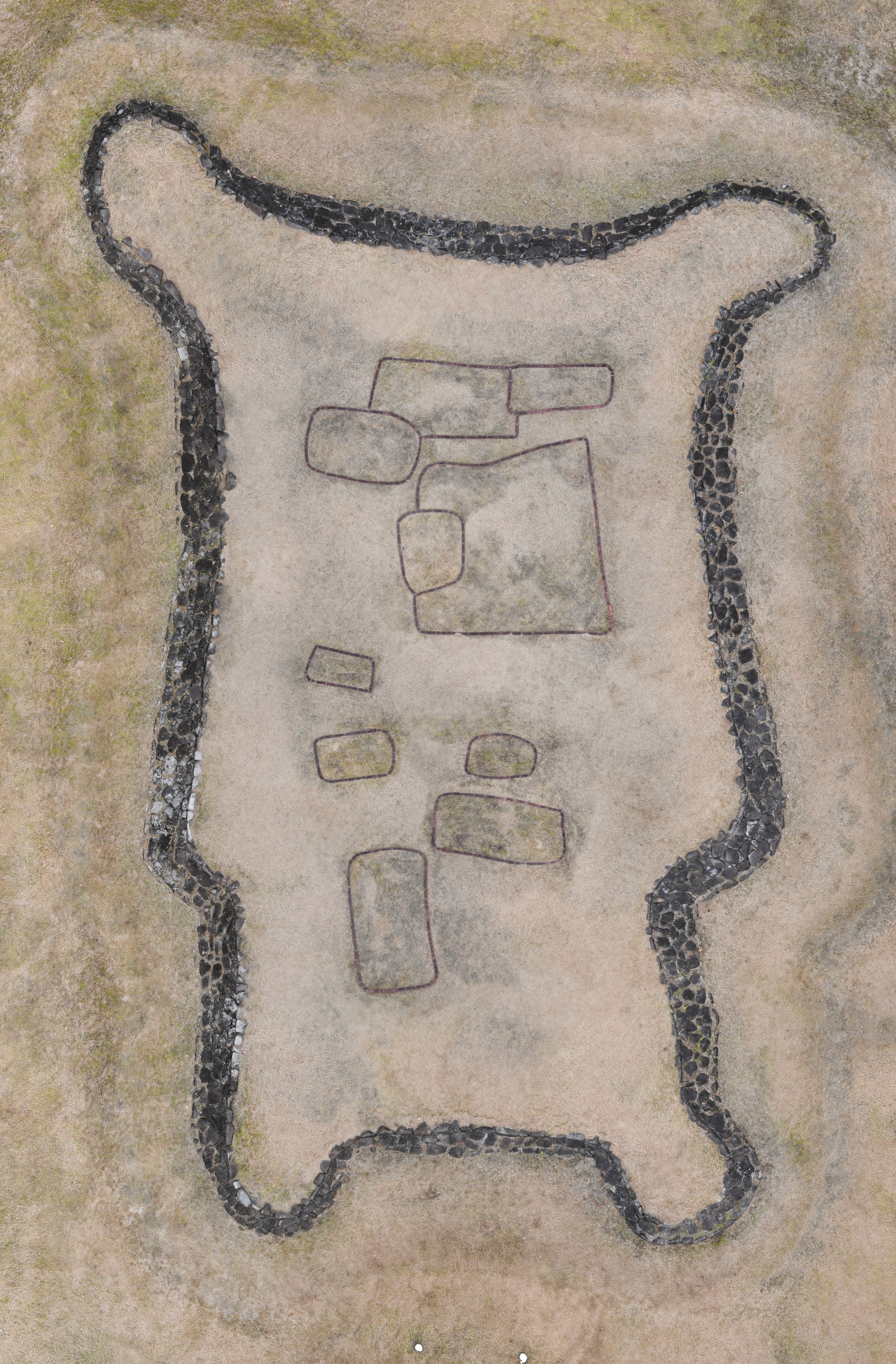
復元墳丘オルソ画像

広島県北部、三次盆地南縁の低丘陵上に築造された墳丘墓である。一帯には縄文時代から古墳時代にかけての松ヶ迫遺跡群（松ヶ迫矢谷遺跡）が分布し、本墳墓も同遺跡群に含まれる。1977-1979年（昭和52-54年）の三次工業団地の造成工事の際に発見され、発掘調査が実施されている。
墳形は四隅突出形であるが、東辺にくびれ部があり、全体としては前方後方形のような形状をとる。墳丘長は18.5メートル、高さは1.2メートル。墳丘斜面には貼石が、墳丘裾には列石が巡らされるほか、墳丘周囲には幅2メートルの周溝が巡らされる。埋葬施設は土壙・木棺・石棺の計11基。中心的な施設は墳丘北寄りの木棺と認められ、碧玉管玉・ガラス小玉などが検出されている。そのほかの出土品として、周溝から出土した特殊器台・特殊壺があり、その土には吉備南部地方と同じものが使用されている。
築造時期は、弥生時代終末期から古墳時代初頭頃と推定される。四隅突出型墳丘墓は出雲地方を中心に日本海沿岸に分布する形式であるが、特殊器台・特殊壺は吉備南部地方を中心に分布する供献土器であり、本墳墓は三次地域を介した当時の山陰・山陽地方の交流を物語る墳墓になる。なお墳丘西側には、方形区画墓2基および古墳時代の須恵器窯跡も認められている。そのうち周溝墓から出土したガラス小玉にはナトロン（蒸発塩）が含まれており、古代ローマ帝国産として注目される。
墳墓域は1979年（昭和54年）に方形区画墓2基・須恵器窯跡と合わせて「矢谷古墳」として国の史跡に指定され、出土品は1994年（平成6年）に国の重要文化財に指定されている。

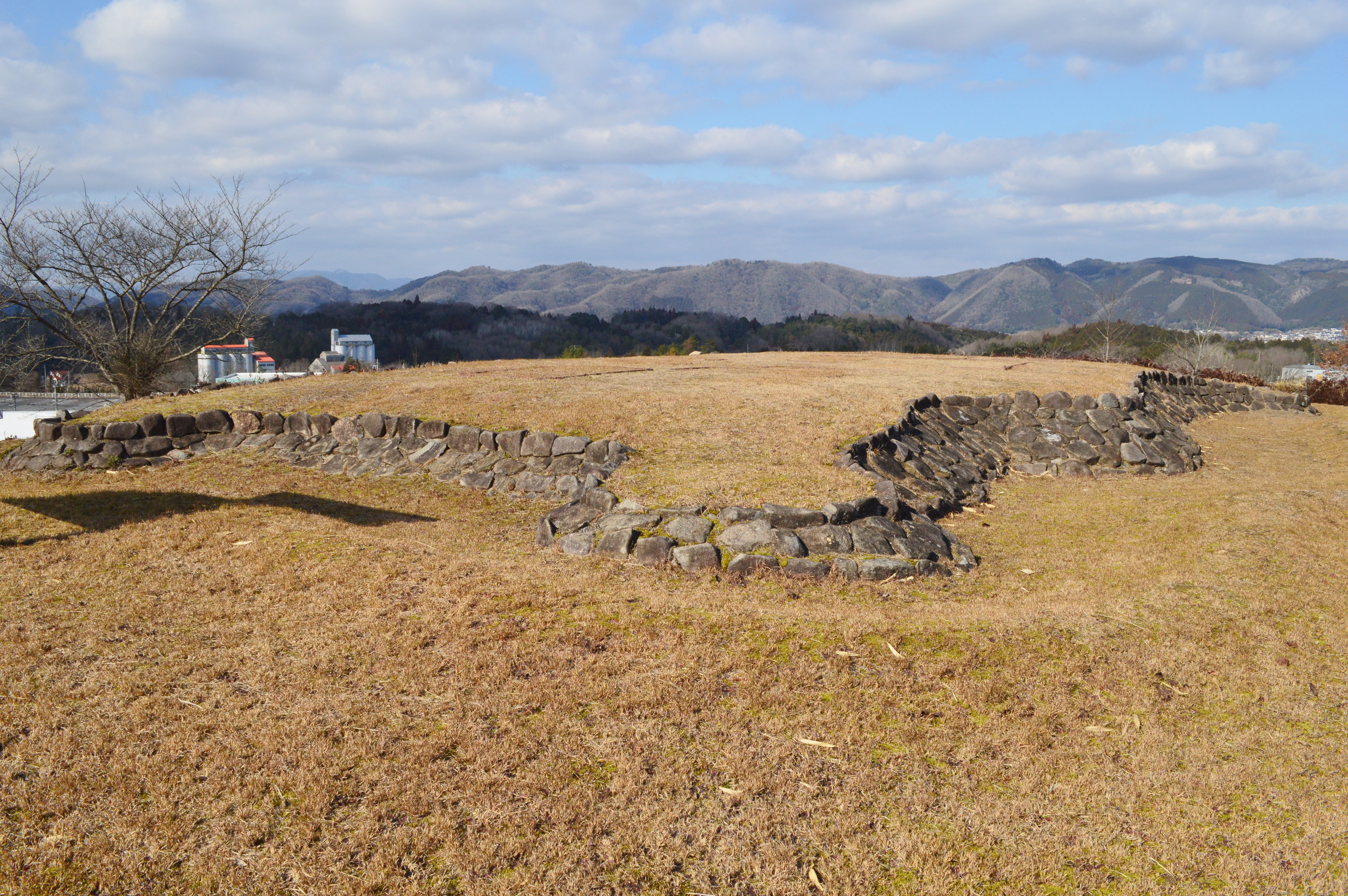
復元墳丘
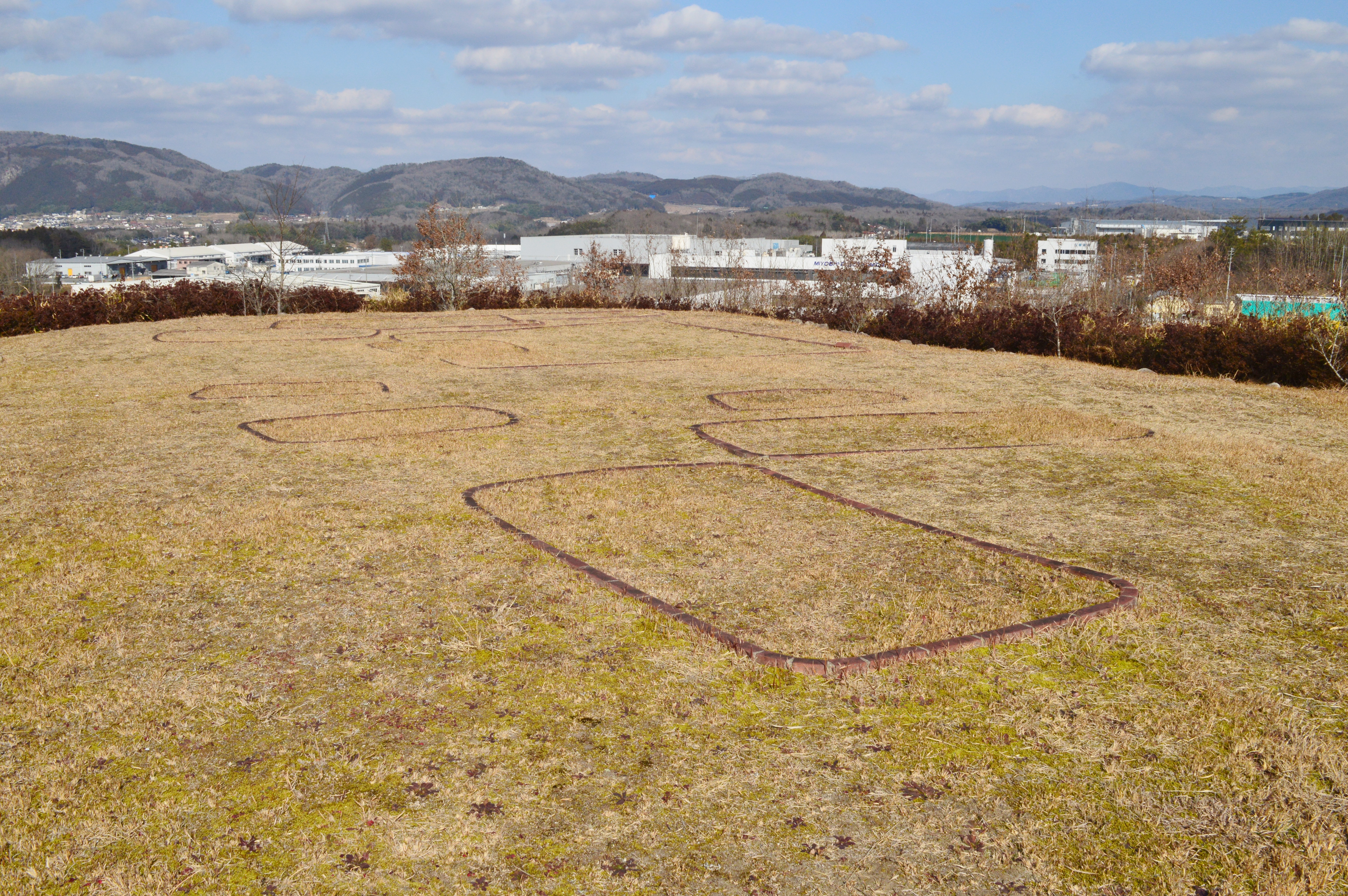
墳頂の埋葬施設標示

## 遺跡歴
- 1977-1979年（昭和52-54年）、発見および発掘調査（広島県教育委員会、1981年に報告）[2]。
- 1979年（昭和54年）3月13日、国の史跡に指定[5]。
- 1994年（平成6年）6月28日、出土品が国の重要文化財に指定[4]。
- 2012年（平成25年）、方形区画墓出土のガラス小玉が古代ローマ帝国産と判明[2]。

## 文化財

### 重要文化財（国指定）

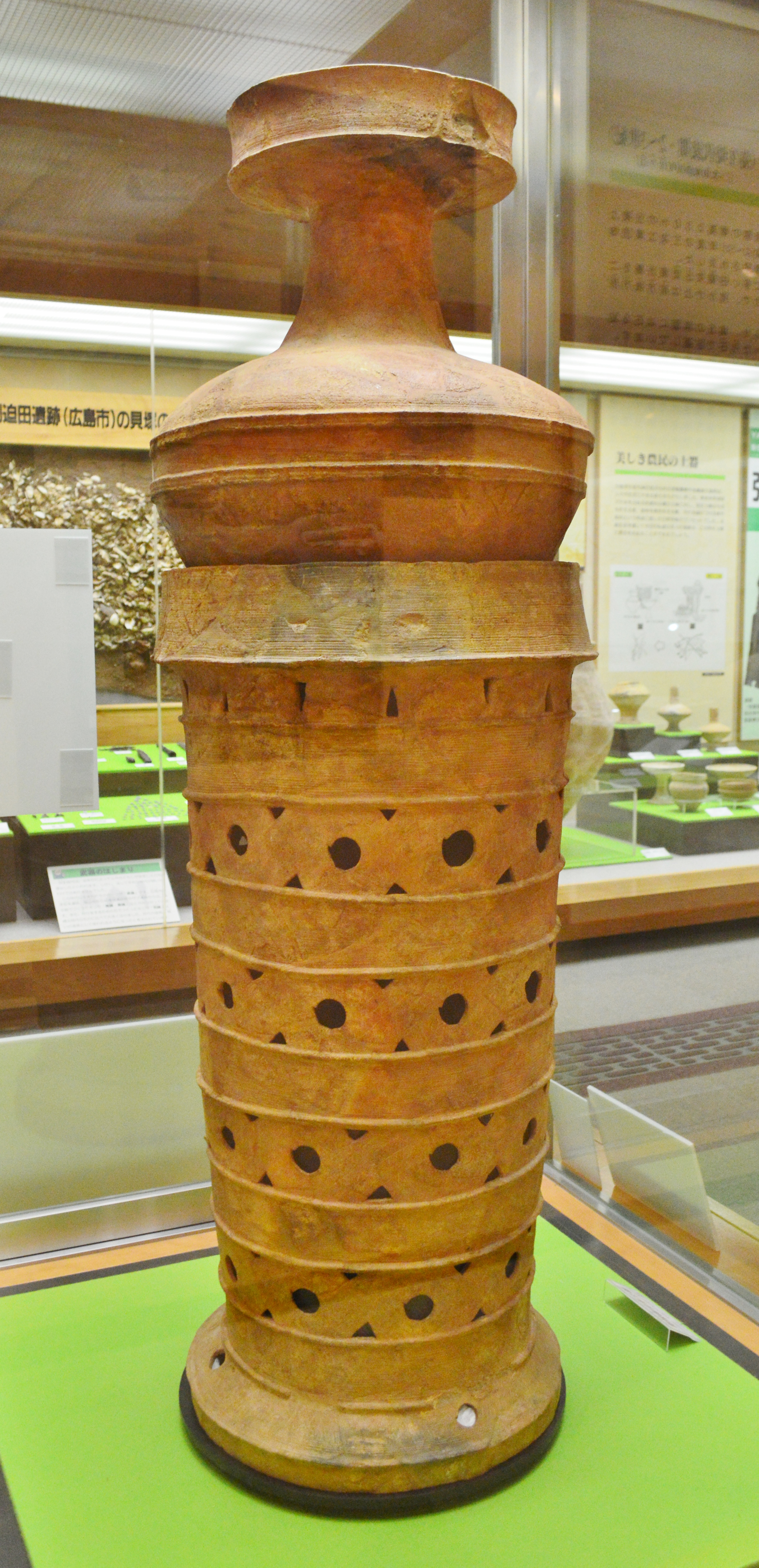
特殊壺・特殊器台広島県立歴史民俗資料館展示。

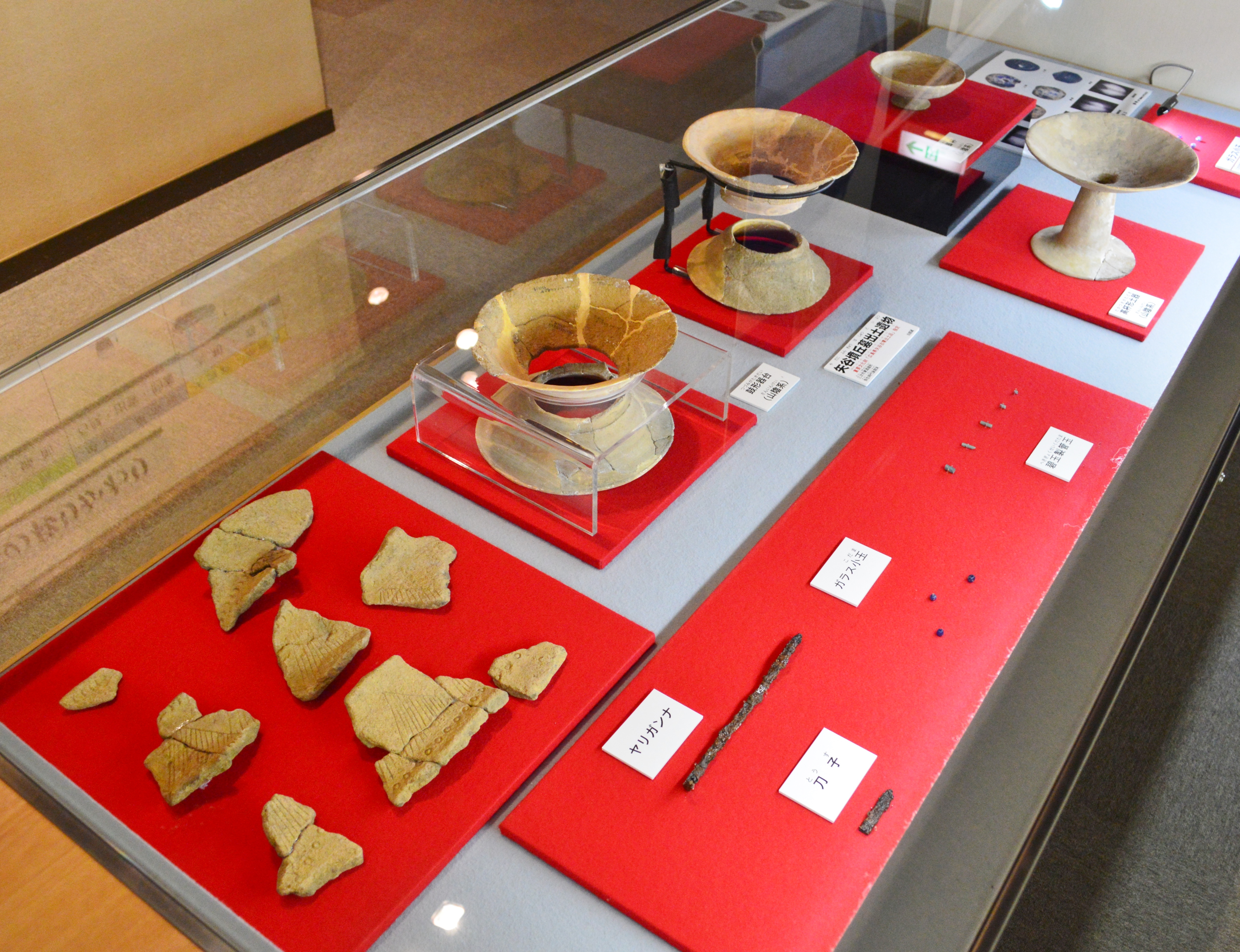
出土品広島県立歴史民俗資料館展示。

- 広島県矢谷古墳出土品（考古資料） - 明細は以下。広島県立歴史民俗資料館保管。1994年（平成6年）6月28日指定[4][6]。
  - 主体部出土
    - 玉類
      - 碧玉管玉 残欠共 5箇
      - ガラス小玉 3箇

    - 鉄鉇 1本
    - 鉄刀子残欠 2口

  - 周溝出土
    - 特殊壺 1箇
    - 特殊器台 残欠共 2箇分

  - 附 土器片 一括

### 国の史跡
- 矢谷古墳 - 1979年（昭和54年）3月13日指定[5][7]。

## 関連施設
- みよし風土記の丘ミュージアム（広島県立歴史民俗資料館）（三次市小田幸町） - 矢谷墳丘墓の出土品を展示。

## 関連文献
（記事執筆に使用していない関連文献）
- 広島県埋蔵文化財調査センター 編『松ケ迫遺跡群発掘調査報告 -三次工業団地建設に伴う埋蔵文化財の発掘調査-』広島県教育委員会、1981年。